# Sporobolus partimpatens
Sporobolus partimpatens là một loài thực vật có hoa trong họ Hòa thảo. Loài này được B.K.Simon miêu tả khoa học đầu tiên năm 1993.